# Baie de St. Margarets (Nouvelle-Écosse)
| Localisation de la Nouvelle-Écosse au Canada |

| Localisation de la Nouvelle-Écosse au Canada |

La baie de St. Margarets est une baie située sur la côte atlantique de la Nouvelle-Écosse, au Canada, à la frontière du comté d'Halifax et du comté de Lunenburg. 

## Description
S'ouvrant au sud directement sur l'Atlantique, la rive Est de la baie est formée par la péninsule de Chebucto (en) et sa rive ouest par la péninsule d'Aspotogan, tandis que la tête de la baie (la rive nord) est la partie principale de la péninsule de Nouvelle-Écosse. 
Le rivage de la baie est principalement rocheux, bien que la tête de la baie offre plusieurs plages de sable au Queensland, Black Point et Cleveland. Une autre plage de sable existe sur la rive ouest de la baie à Bayswater et il y a une petite plage de sable le long de la rive Est sur l'île Micou (en). La baie de St. Margarets est une destination de croisière pour les yachts de plaisance car ses rivages pittoresques offrent une protection dans de nombreux ports naturels, ainsi que des ancrages dans les criques et à proximité de petites îles.

## Communautés

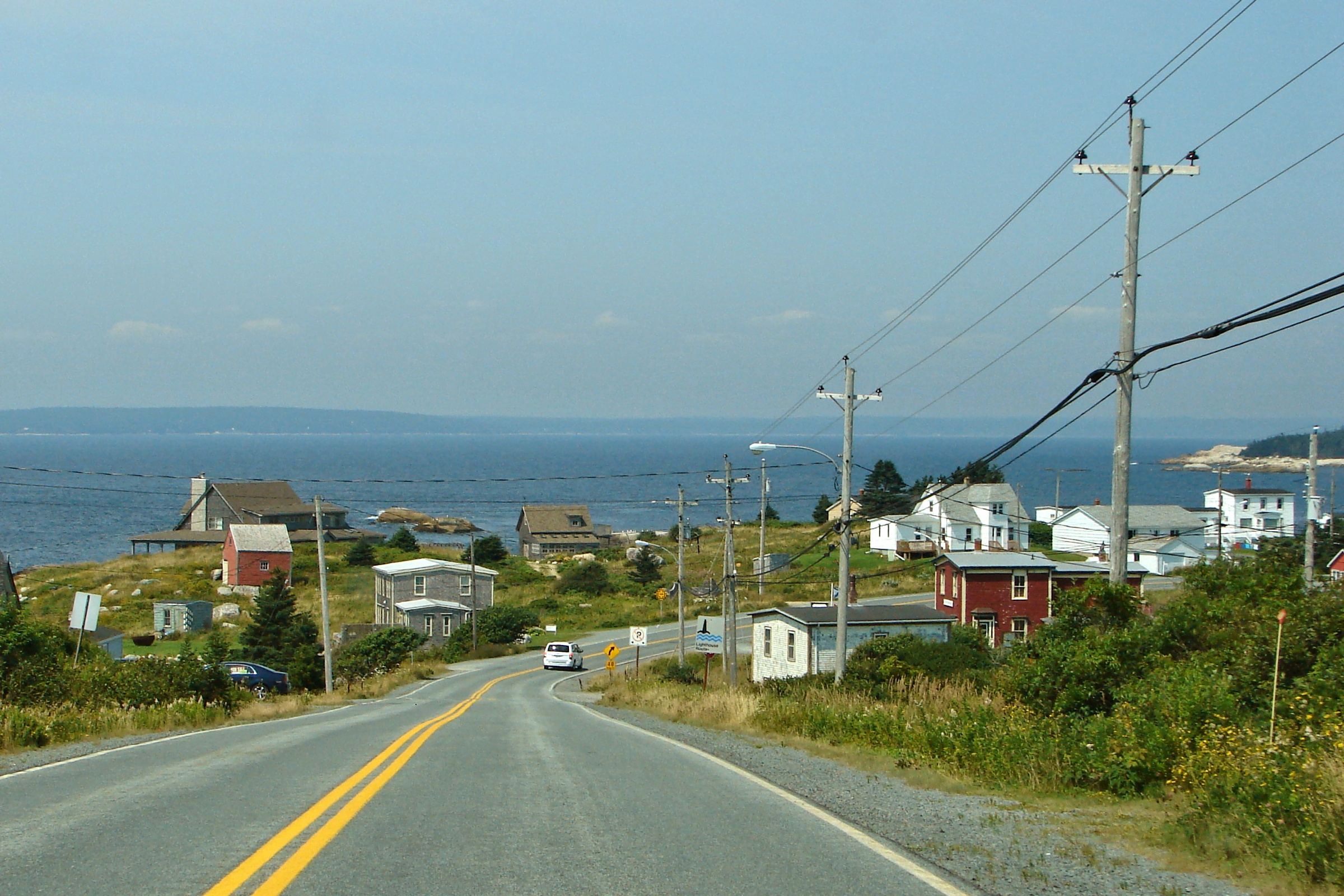
La baie de St. Margarets, vue d'Indian Harbour.

### Côte Est
Le long de la péninsule de Chebucto (du sud au nord): 
- Peggys Cove[3]
- Indian Harbour
- Hackett's Cove
- Glen Margaret
- Seabright
- Village français
- Glen Haven
- Tantallon
- Whynacht's Point
- Tantallon supérieur

### Côte nord
Le long de la rive nord (d'est en ouest): 
- Allen Heights
- Île Todd
- Chef de St. Margarets Bay
- Mason's Point
- Boutilier's Point
- Ingramport
- Point noir
- Queensland
- Hubbards

### Rive ouest
Le long de la péninsule d'Aspotogan (du nord au sud): 
- Fox Point
- Mill Cove
- Tête de bouleau
- Le chalet
- Northwest Cove
- Southwest Cove
- Aspotogan
- Bayswater

## Îles
La baie de St. Margarets contient de nombreuses îles, en particulier le long de sa rive Est. Ces îles étaient historiquement utilisées par la Nation Mi'kmaq et certaines contiennent des lieux de sépulture. 
Les plus grandes îles de la baie sont répertoriées ci-dessous: 
- Île du sud-ouest
- Île Horse
- Île Shut-in
- Île Croucher
- Île Owls Head (reliée au continent par un petit pont)
- Île de Moser
- Île de Micou

## Swissair 111

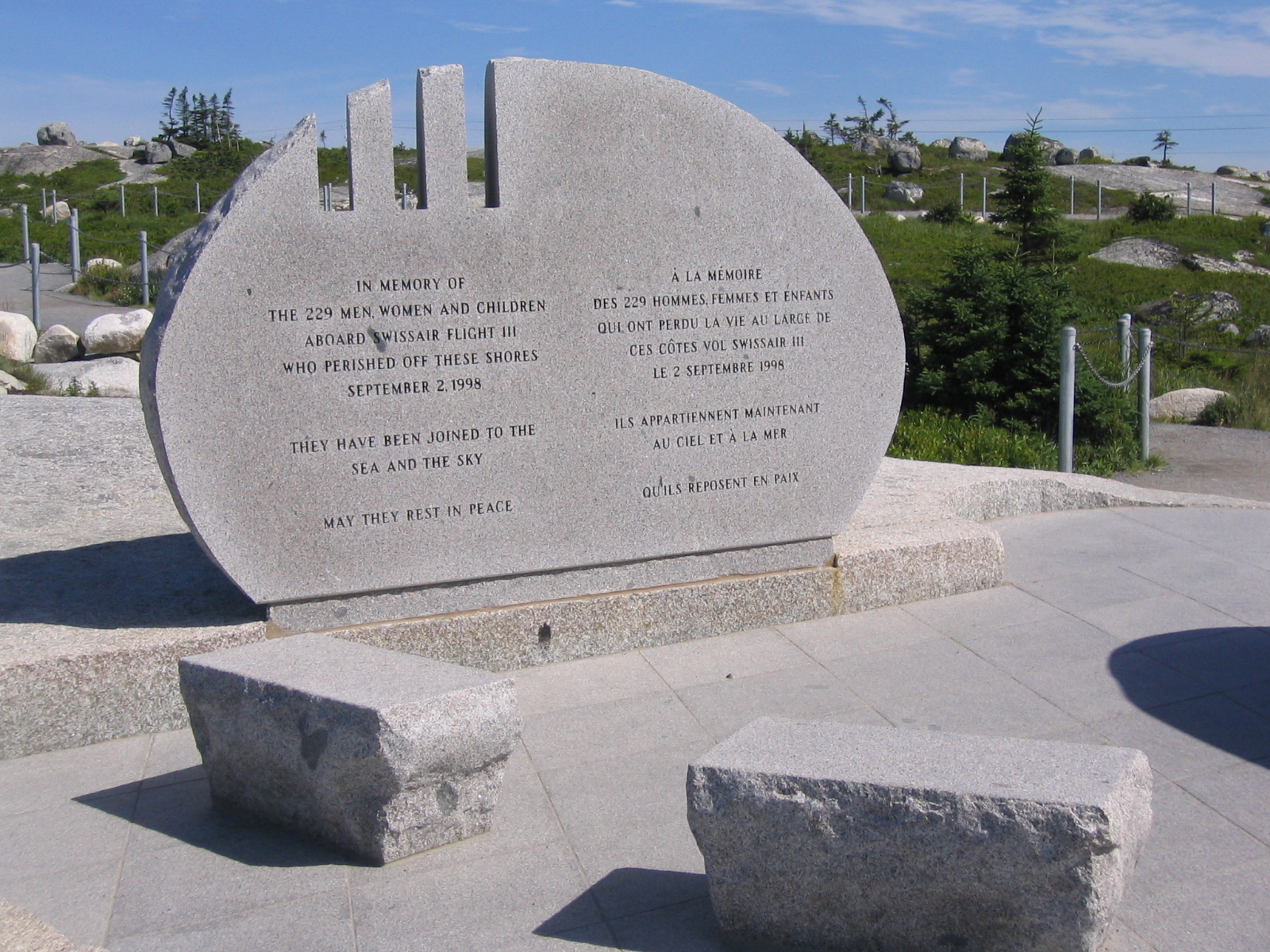
Mémorial du vol Swissair 111, Peggys Cove, Nouvelle-Écosse.

Le mémorial du vol Swissair 111 est situé à The Whalesback, un promontoire situé à environ 1 kilomètre au nord-ouest de Peggys Cove. Il s'agit de l'un des deux monuments commémoratifs construits pour commémorer les victimes de la catastrophe du vol 111 de Swissair, qui s'est écrasé dans la baie de St. Margarets le 2 septembre 1998. Le lieu de l'accident est à peu près à égale distance entre le site de The Whalesback et un autre mémorial à Bayswater, situé sur la péninsule d'Aspotogan sur la rive ouest de la baie, en face de Peggys Cove. 
Le monument se lit en anglais et en français : « À la mémoire des 229 hommes, femmes et enfants qui ont perdu la vie au large de ces côtes - Vol Swissair 111, le 2 septembre 1998. Ils appartiennent maintenant au ciel et à la mer. Qu'ils reposent en paix ». 
Le lieu de l'accident et les deux monuments forment un triangle. Les trois encoches sur le monument à The Whalesback représentent les chiffres 111. La ligne de vue des trois rainures dans la pierre pointe vers le site de l'écrasement, tandis que les marques sur la pierre en face pointent vers le mémorial de Bayswater. Le mur commémoratif de Bayswater répertorie les noms des passagers et de l'équipage. La pierre de parement pointe vers le lieu de l'accident. 

## Plan de guerre rouge
Au cours de la période entre la Première Guerre mondiale et la Seconde Guerre mondiale, l'armée américaine a élaboré une série de plans de guerre à codes de couleurs basés sur des menaces mondiales probables. Le plan de guerre rouge dénotait une attaque planifiée contre l'Empire britannique et, par extension, le plan de guerre Crimson qui appelait à une invasion du Canada. Le plan impliquait une attaque sur de nombreux fronts, à commencer par une invasion maritime d'Halifax et des provinces maritimes du Canada via la baie de St. Margarets. 